# Deutsch-schwedische Beziehungen
Die deutsch-schwedischen Beziehungen sind heute vor allem durch eine enge wirtschaftliche Zusammenarbeit geprägt. Deutschland und Schweden sind Mitglied in der Europäischen Union, der NATO und Teil des Schengen-Raums.

## Geschichte

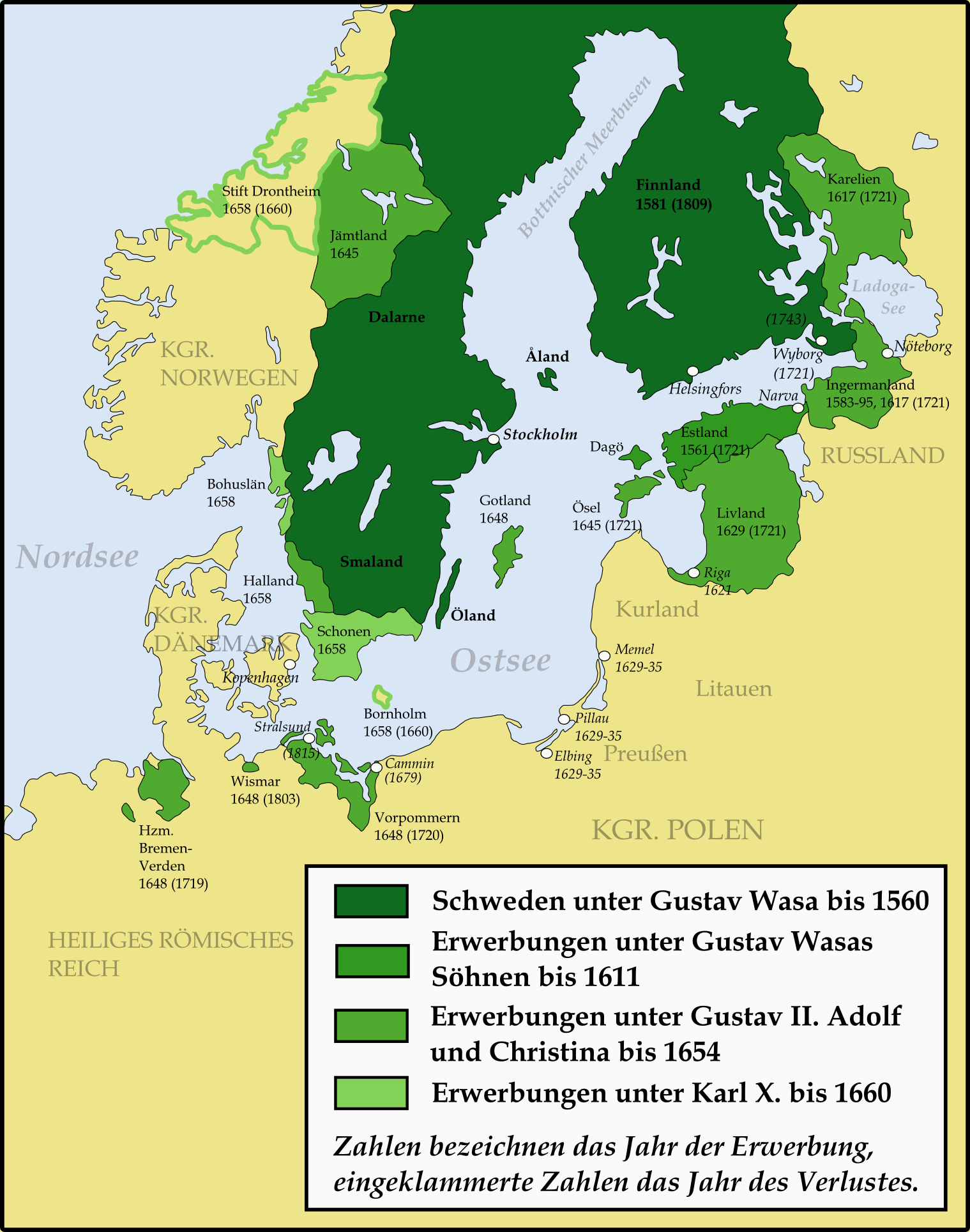
Territoriale Expansion Schwedens 1560–1660

Schweden war eine Kriegspartei des Dreißigjährigen Krieges auf dem Gebiet des Heiligen Römischen Reiches Deutscher Nation. In Folge des Westfälischen Friedens 1648 gingen Teile des heutigen Deutschlands an Schweden, darunter Bremen-Verden, Wismar und Schwedisch-Pommern mit Stralsund.
Bremen-Verden wurde im Schwedisch-Brandenburgischen Krieg von 1675 bis 1676 im sogenannten Bremen-Verdener Feldzug durch mehrere Staaten des Heiligen Römischen Reiches und Dänemark erobert und blieb bis zum Kriegsende 1679 in alliiertem Besitz. Im Zuge des Friedens von Saint-Germain im Jahre 1679 fiel Bremen-Verden wieder an Schweden. Nach einer kurzen Zeit unter dänischer Herrschaft fiel Bremen-Verden 1715 durch Kauf an das Kurfürstentum Braunschweig-Lüneburg und blieb dort (mit weiteren Unterbrechungen durch schwedische und französische Herrschaft), bis 1866 das Königreich Hannover von Preußen annektiert wurde.
Die schwedische Herrschaft über Wismar endete de facto 1803, als das Königreich die Stadt mit dem Malmöer Pfandvertrag für 99 Jahre an das Herzogtum Mecklenburg-Schwerin verpfändete. Endgültig fielen sie und die umliegenden Gebiete aber erst 1903 an Deutschland zurück, als Schweden vertraglich auf die Einlösung des Pfandes verzichtete.
Nachdem Teile Schwedisch-Pommerns bereits im Frieden von Saint-Germain 1679 und 1720 im Frieden von Stockholm an Brandenburg-Preußen übergegangen waren, trat Schweden auf dem Wiener Kongress 1815 auch das restliche Gebiet an Preußen ab.
Im Ersten Weltkrieg blieb Schweden offiziell neutral, betrieb aber regen Handel vor allem mit Deutschland, was zu einer begrenzten Blockade durch die Ententemächte führte. Nach dem Kriegsende 1918 setzten sich schwedische Politiker, Diplomaten, Wissenschaftler und Publizisten aus Solidarität mit dem nunmehr demokratischen Deutschland, aber auch traditioneller Verbundenheit und Kritik am Friedensvertrag von Versailles für die Rückkehr Deutschlands auf die internationale Bühne ein. Auf die Etablierung der nationalsozialistischen Diktatur ab 1933 reagierten konservative schwedische Kreise zum Teil mit Verständnis, während liberale und sozialdemokratische Kreise das Geschehen im Deutschen Reich scharf kritisierten.
Im Zweiten Weltkrieg betrieb Schweden gegenüber Deutschland eine Politik, die in der Forschung als „wohlwollende Neutralität“ bezeichnet wird. Es blieb neutral, erlaubte den Deutschen nach der Besetzung Norwegens und Dänemarks im Rahmen der Unternehmen Weserübung jedoch Transporte durch Schweden. Nach dem Angriff auf die Sowjetunion ließ Schweden sogar eine deutsche Truppenverlegung über sein Territorium zu. Auch ermöglichte es die schwedische Neutralitätspolitik dem kriegführenden Deutschland, seine diplomatische Vertretung in Stockholm als Drehscheibe für Propaganda, Spionage und Kriegslogistik zu nutzen. Während des Kriegs war Deutschland für Schweden der mit Abstand wichtigste Handelspartner. Im Dezember 1940 wurde das bis dahin umfangreichste Handelsabkommen zwischen Deutschland und Schweden geschlossen. Nach der Sperre des Skagerrak gingen etwa 90 % des schwedischen Exports nach Deutschland. Das wichtigste Exportgut war Eisenerz aus den nordschwedischen Erzfeldern (siehe: Schweden im Zweiten Weltkrieg). Im Sommer 1940 sollte Schweden in die deutsche Großraumwirtschaft integriert werden. Die schwedische Reaktion war zurückhaltend und misstrauisch und Frühjahr 1941 erfolgte in einer amtlichen Stellungnahme des schwedischen Außenministeriums eine Absage. Das Verhältnis zum Holocaust wurde erst Jahrzehnte nach dem Weltkrieg intensiver erforscht.

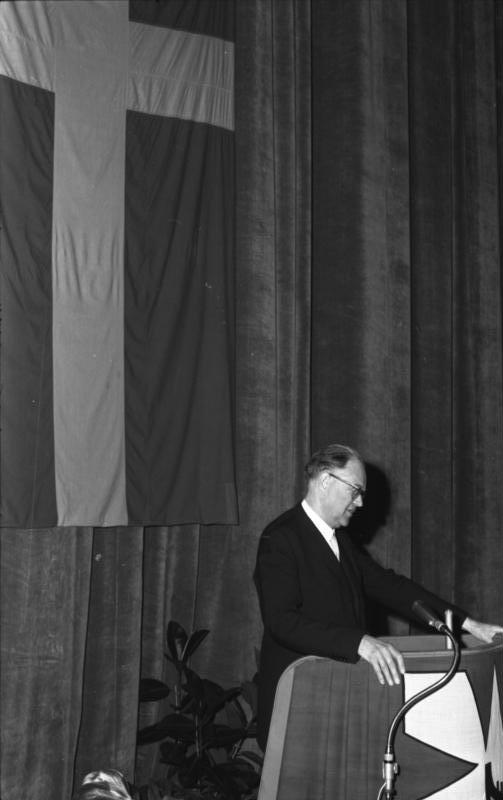
Besuch des Ministerpräsidenten Tage Erlander bei der Kieler Woche 1961

1995 trat Schweden der Europäischen Union bei, derer Vorgängerorganisation die Bundesrepublik Deutschland als Gründungsmitglied angehörte. Beide Staaten sind Mitglieder des Europarates, der Organisation für Sicherheit und Zusammenarbeit in Europa, der OECD, des Ostseerates. Seit dem 25. März 2001 ist das Schengener Abkommen wie zuvor schon in Deutschland auch in Schweden und im Transitland Dänemark in Kraft. Damit ist es möglich zwischen Deutschland und Schweden zu Land, zu Wasser oder in der Luft ohne Grenzkontrollen zu reisen.
Schweden hat den Euro bisher noch nicht eingeführt, obwohl es dazu verpflichtet ist.

## Wirtschaft, Forschung und Entwicklung
Mit 28,1 Milliarden US-Dollar und einem Anteil von 17,3 % an den schwedischen Importen liegt Deutschland klar an erster Stelle. Schweden importiert aus Deutschland vor allem Fahrzeuge, Maschinen und elektronische Geräte.
Bei den schwedischen Exporten liegt Deutschland mit 15,9 Milliarden US-Dollar und 9,7 % knapp hinter Norwegen auf dem zweiten Platz. Nach Deutschland exportiert werden vor allem Maschinen, Papier und Fahrzeuge.
Für viele schwedische Unternehmen, etwa aus dem Einzelhandel (IKEA, Hennes & Mauritz) oder dem Energiesektor (Vattenfall), ist Deutschland ein wichtiger Markt, teilweise sogar wichtiger als der Heimatmarkt. Auch für aufstrebende Technologieunternehmen stellt Deutschland häufig nach Skandinavien der erste Markt zur internationalen Expansion dar.
Andersherum nutzen viele deutsche Unternehmen Schwedens hochkarätige Forschungs- und Entwicklungskapazitäten über lokale Niederlassungen oder Kooperationen. Auch Übernahmen von innovativen Wachstumsunternehmen aus Schwedens Startup-Szene durch etablierte deutsche Unternehmen sind zahlreich.
Unterstützt wird der Forschungsaustausch durch europäische und binationale Förderprojekte sowie gemeinsame Initiativen und Einrichtungen, wie das 2021 gegründete Fraunhofer-Chalmers Zentrum für Industriemathematik oder der 2009 ins Leben gerufene Röntgen-Ångström Cluster für die Zusammenarbeit bei der Nutzung von Synchrotron- und Neutronenstrahlung in den Bereichen Materialforschung und Strukturbiologie. Der Hochschulkompass der Hochschulrektorenkonferenz listet 673 offizielle Kooperationen zwischen Deutschland und Schweden, wobei 186 deutsche Hochschulen mit schwedischen Pendants im fruchtbaren Austausch stehen (Stand: 08/2022).

## Diplomatische Vertretungen
- Schweden unterhält eine Botschaft in Berlin. Honorarkonsuln sind in Bremen, Düsseldorf, Erfurt, Frankfurt am Main, Hamburg, Hannover, Kiel, Leipzig, Lübeck-Travemünde, München, Stuttgart und Rostock aktiv.[11]
- Deutschland betreibt eine Botschaft in Stockholm. Honorarkonsuln sind in Åmotfors, Göteborg, Jönköping, Kalmar, Luleå, Malmö, Sälen, Uddevalla und Visby tätig.[12]

Ferner agierte das Königreich Schweden bereits in der Vergangenheit als Schutzmacht der Bundesrepublik Deutschland in Nordkorea und vertrat dort deutsche diplomatische Interessen mittels eines Stabs in der schwedischen Botschaft in Pjöngjang.
Derzeit leben in Deutschland rund 30.000 Schweden, in Schweden rund 28.000 Deutsche.

### Menschen mit schwedischen Wurzeln in Deutschland
- Simon Karlsson (* 1993), Eishockeyspieler
- Günther Körffer (* 1954), Konditor
- Karl-Gustav Richter (* 1954), Eishockeyspieler